# Dược điển Hoa Kỳ
Dược điển Hoa Kỳ (United States Pharmacopoeia) là tiêu chuẩn quốc gia về thuốc được Hội đồng Dược điển Hoa Kỳ xuất bản hàng năm. Bao gồm các tiêu chuẩn của từng loại chất hóa học, sinh học (hoạt chất), làm thuốc. Nó cũng đề ra phương pháp thử nghiệm, kiểm tra chất lượng của hoạt chất. Trong dược điển còn nêu các phương pháp thử nghiệm, thuốc thử, dụng cụ, máy móc áp dụng cho các phương pháp kiểm tra chất lượng thuốc. Nó cũng được một số nước áp dụng khi các nước này chưa có dược điển (các nước chậm phát triển) hoặc một số nước mà trong dược điển của nước này chưa có các chuyên luận hoặc phương pháp kiểm tra chất lượng khi cần tham khảo.
Với những người trong ngành, dược điển này được gọi đơn giản là USP. Từ viết tắt chữ đầu USP cũng được thêm vào tên tên thuốc hay các nguyên liệu, hóa chất dùng làm thuốc để cho biết chúng tuân theo các quy định của USP (hay đạt tiêu chuẩn dược điển Hoa Kỳ).